# 국가 원주민의 날

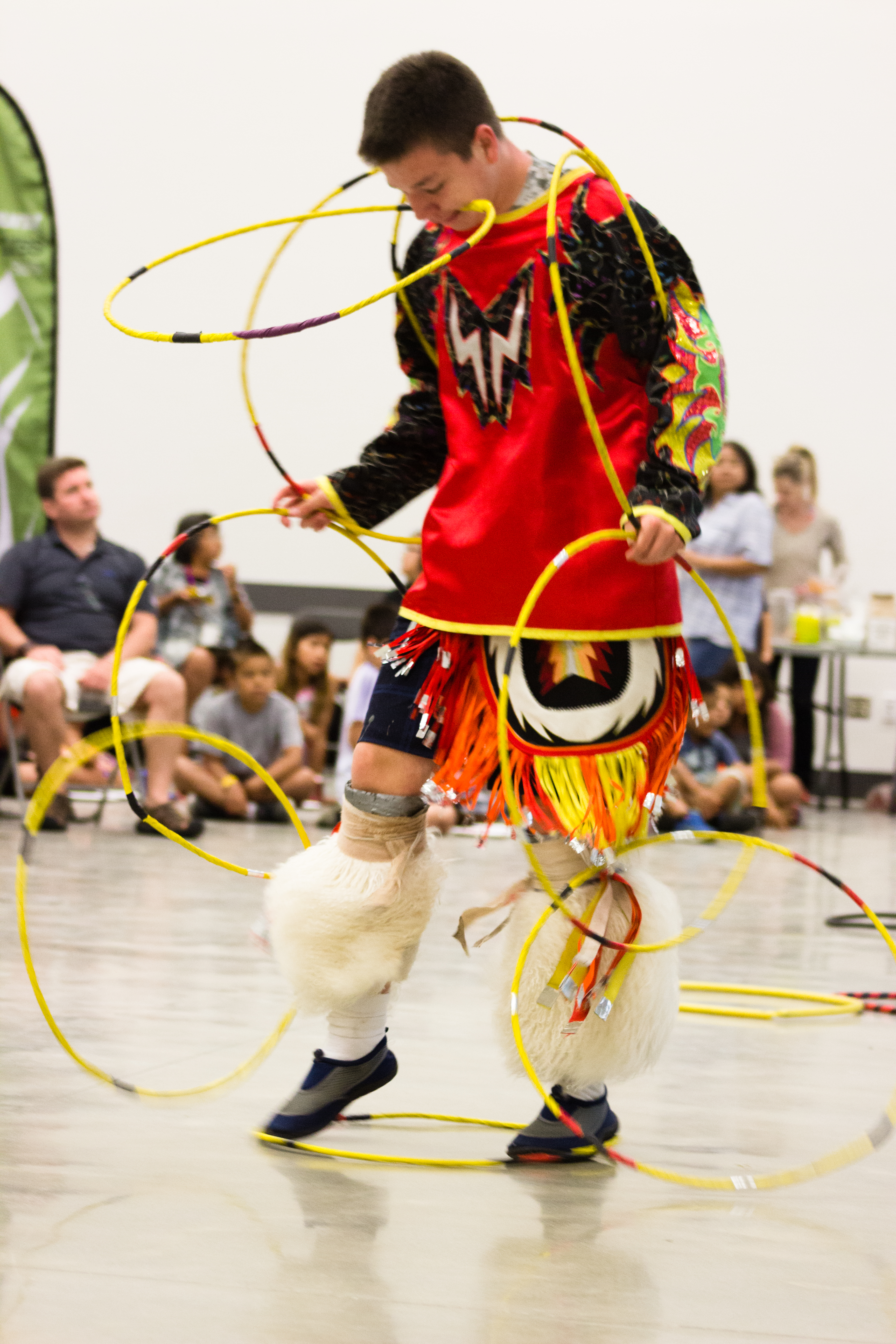
2015년 국가 원주민의 날 당시의 프레이저 밸리 대학교에서 열린 원주민 공연

국가 원주민의 날(영어: National Indigenous Peoples Day, 프랑스어: Journée Nationale des Peuples Autochtones)은 캐나다의 원주민인 퍼스트 네이션, 이누이트, 메티스의 문화와 공로를 인정하고 기념하는 날이다. 날자는 6월 21일이다.

## 같이 보기
- 캐나다 원주민